# Bộ Mạch (麥)
Bộ Mạch, bộ thứ 199 có nghĩa là "lúa mạch" là 1 trong 6 bộ có 11 nét trong số 214 bộ thủ Khang Hy.
Trong Từ điển Khang Hy có 131 chữ (trong số hơn 40.000) được tìm thấy chứa bộ này.

## Tự hình Bộ Mạch (麥)

Giáp cốt văn
Kim văn
Đại triện
Tiểu triện

## Chữ thuộc Bộ Mạch (麥)
| Số nét bổ sung | Chữ                                        |
| -------------- | ------------------------------------------ |
| 0              | 麥/mạch/ 麦/mạch/                          |
| 3              | 麧/hột/                                    |
| 4              | 麨/xiểu/ 麩/phu/ 麪/miến/ 麫/miến/ 麸/phu/ |
| 5              | 麬/phu/ 麭 麮/khứ/                         |
| 6              | 麯/khúc/ 麰/mâu/                           |
| 7              | 麱/phu/ 麲                                 |
| 8              | 麳 麴/khúc/ 麹/khúc/ 麺/miến/              |
| 9              | 麵/miến/                                   |
| 11             | 麶                                         |
| 18             | 麷/phong/                                  |